# 다이앤 키턴
다이앤 키턴(이전성 홀(Hall), 영어: Diane Keaton, 1946년 1월 5일 ~ )은 미국의 배우이다. 1968년 뮤지컬 Hair로 데뷔하였다. 1978년 제50회 아카데미상 여우주연상, 2003년 제38회 전미 비평가 협회상 여우주연상, 2004년 제61회 골든 글로브상 뮤지컬 및 코미디 부문 여우주연상을 수상하였다.

## 출연 작품
- 《대부》 (1972)
- 《대부 2》 (1974)
- 《애니 홀》 (1977)
- 《맨해튼》 (1979)
- 《대부 3》 (1990)
- 《맨해튼 미스터리》 (1993)
- 《마빈스 룸》 (1996)
- 《지금은 통화중》 (2000)
- 《사랑할 때 버려야 할 아까운 것들》 (2003)
- 《빅 웨딩》 (2013)
- 《햄스테드》 (2017) - 에밀리 역
- 《북 클럽》 (2018)

## 수상 경력
- 1977년 제42회 뉴욕비평거협회상 여우주연상
- 1978년 제49회 미국비평가협회상 여우조연상
- 1978년 제3회 LA비평가협회상 여우주연상
- 1978년 캔자스시티비평가협회상 여우주연상
- 1978년 제35회 골든글로브시상식 뮤지컬/코미디부문 여우주연상
- 1978년 제31회 영국아카데미시상식 여우주연상
- 1978년 제50회 아카데미시상식 여우주연상
- 1982년 데이비드 디 도네이텔로 비평가협회상 여우주연상
- 1995년 뉴욕여성TV영화시상식 뮤즈상
- 1997년 여성영화크리스탈+루시어워드 크리스탈상
- 2001년 제16회 산타바바라국제영화제 모던 마스터상
- 2003년 제8회 새틀라이트시상식 뮤지컬/코미디부문 여우주연상
- 2004년 제38회 전미비평가협회상 여우주연상
- 2004년 제75회 미국비평가협회상 여우주연상
- 2004년 제61회 골든글로브시상식 뮤지컬/코미디부문 여우주연상
- 2004년 U.S. 코미디예술영화제 AFI스타상
- 2005년 제9회 헐리우드국제영화제 공로상
- 2007년 제34회 링컨센터 영화모임 갈라 트리뷰트상
- 2007년 미국 영화협회 공로상